# Пунитовци
Пунитовци су насељено место и седиште општине у средишњој Славонији, Осјечко-барањска жупанија, Република Хрватска.

## Историја
До територијалне реорганизације у Хрватској налазили су се у саставу бивше велике општине Ђаково.

## Становништво
На попису становништва 2011. године, општина Пунитовци је имала 1.803 становника, од чега у самим Пунитовцима 635.

## Попис 1991.
На попису становништва 1991. године, насељено место Пунитовци је имало 741 становника, следећег националног састава:
| Попис 1991.‍  | Попис 1991.‍  | Попис 1991.‍ | Попис 1991.‍ | Попис 1991.‍ |
| ------------ | ------------ | ----------- | ----------- | ----------- |
|              |              |             |             |             |
| Хрвати       | Хрвати       |             | 716         | 96,62%      |
| Словаци      | Словаци      |             | 7           | 0,94%       |
| Македонци    | Македонци    |             | 2           | 0,26%       |
| Југословени  | Југословени  |             | 1           | 0,13%       |
| Муслимани    | Муслимани    |             | 1           | 0,13%       |
| Срби         | Срби         |             | 1           | 0,13%       |
| Црногорци    | Црногорци    |             | 1           | 0,13%       |
| неопредељени | неопредељени |             | 1           | 0,13%       |
| регион. опр. | регион. опр. |             | 4           | 0,53%       |
| непознато    | непознато    |             | 7           | 0,94%       |
| укупно: 741  |              |             |             |             |